# 고노스토마과
고노스토마과 또는 솔니앨퉁이과(Gonostomatidae)는 앨퉁이목에 속하는 조기어류과의 하나이다. 심해에서 서식하는 바다 물고기이다. 비교적 작은 어류 과로 8개 속에 31종을 포함하고 있다. 대서양과 인도양, 태평양에서 주로 발견되며, 크클로토네 미크로돈(Cyclothone microdon)는 북극해에서도 서식하는 하는 것으로 추정된다. 몸길이는 2~30cm이다.

## 하위 속
고노스토마과는 다음과 같이 분류한다.
| - Bonapartia - 키클로토네속 (Cyclothone) - Diplophos - 고노스토마속 (Gonostoma) | - Manducus - Margrethia - Sigmops - 솔니앨퉁이 포함. - Triplophos |